# フォレストリンク
フォレストリンクは、日本の声優事務所。株式会社クロコデイルの事業部であり、声優やタレントなどの養成、マネジメント、宣伝業務を行う。
2021年3月まで存在した株式会社フォレストリンクについても本記事で取り扱う。

## 沿革
- 2015年（平成27年）9月24日 - 「株式会社クロコデイル」のウェブサイトが開設される[2]。
- 2021年（令和3年）4月1日 - 株式会社フォレストリンクを吸収合併。フォレストリンクの権利義務を承継し、「株式会社クロコデイル フォレストリンク事業部」となる[3]。
- 2025年（令和7年）3月31日 - 株式会社クロコデイル フォレストリンク事業部取締役副社長森田則昭辞任[4]。

## 所属タレント
2025年4月時点。
ク＝合併前の株式会社クロコデイル時代からの所属者
フ＝株式会社フォレストリンクからの所属者
新＝合併後の新規所属者、所属時期不明者

### 所属
| 男性 - フ 岡林史泰 - フ 野澤英義 | 女性 - ク 内田愛美 - フ 篠田有香 - ク 瀬戸歩 - ク 平山ゆかり - ク 古川かおり - ク 真木碧 - ク 山名枝里子 - フ 若林直美 |

### 準所属
| 男性 - 新 浅見俊之介 - 新 江藤要介 - ク 小林敬 | 女性 - 新 青山桜子 - フ 赤星真衣子 - ク 有住藍理 - 新 岩花美弥 - フ 高木遥香 |

### 預かり
| 男性 - 新 今瀬将太 - フ 後藤豊 - 新 玉川寿紀 - 新 野澤晃太郎 | 女性 - フ 亜月優音 - 新 尾名和奏 - 新 たかねちえ - 新 宮田麻奈美 - 新 早坂萌 - 新 保田彩乃 |

## かつて所属していた声優
ク＝合併前の株式会社クロコデイル所属経験者
フ＝株式会社フォレストリンク所属経験者
新＝合併後の新規所属者
合併後
- フ 森田則昭（取締副社長も辞任[5]）
- 新 前田絵夢（現芸名：前田愛美、フリー）

合併前
- ク 甘束まお（フリー）
- ク 小田果林（現所属：スタイルキューブ）
- フ 山石さとみ

## 旧・フォレストリンク
株式会社フォレストリンクは、かつて存在した日本の声優事務所。吹き替え、アニメ、ゲーム、ナレーション、CMなど幅広く展開した。
アル・シェアより独立した森田則昭が、2018年9月1日に設立。森田が代表を務め、一時は会社運営に尽力するため、声優としての新規案件を休業したこともあった。
上述の通り、2021年3月31日をもって株式会社クロコデイルと合併したことにより、法人格が消滅。事務所名として「フォレストリンク」の名前が残ることになった。また、代表だった森田は、クロコデイルでは取締役副社長を務める。